# Fondo Atlante 2
Fondo Atlante 2 è un fondo alternativo mobiliare chiuso riservato ad investitori professionali e che, a differenza del Fondo Atlante fondato ad aprile 2016, può investire unicamente in crediti deteriorati e strumenti collegati ad operazioni in NPL, come i warrant, al fine di ridurre il rischio in linea con i parametri in uso presso i maggiori investitori istituzionali del mondo. Il fondo investirà in tranche junior e mezzanine, emesse da veicoli costituiti per l'acquisto di portafogli di NPL provenienti da più banche italiane, con un obiettivo di rendimento del 6% circa, in linea con quello delle emissioni obbligazionarie con rating a singola B.

## Genesi
Il fondo è stato costituito l'8 agosto 2016 raccogliendo inizialmente 1,715 miliardi di euro da diverse istituzioni finanziarie italiane. È stato previsto di raccogliere tra 2,5 e 3 miliardi di euro entro la fine di settembre per arrivare tra i 3 e i 3,5 miliardi di raccolta entro il termine ultimo per la sottoscrizione del 31 luglio 2017, quando potranno essere investite anche le eventuali risorse residue del Fondo Atlante.
Come per Atlante la società di gestione è la "Quaestio Capital Management SGR" di Fondazione Cariplo, presieduta da Alessandro Penati.

## Operazioni
A fine luglio 2016 Quaestio sgr inizia la raccolta per Atlante 2 con l'ingresso delle Casse previdenziali private appartenenti all'Associazione degli enti privati di previdenza (Adepp), di UniCredit, Unipol e Generali Assicurazioni.
Atlante 2 dovrebbe anzitutto intervenire nell'acquisizione delle sofferenze bancarie del Monte dei Paschi di Siena e in futuro anche di altri istituti di credito.